# 島田慎二
島田 慎二（しまだ しんじ、1970年11月5日 - ）は、日本の実業家、経営コンサルタント。公益社団法人ジャパン・プロフェッショナル・バスケットボールリーグ (JPBL / B.LEAGUE) 理事長（チェアマン）。
株式会社リカオン代表取締役、株式会社千葉ジェッツふなばし代表取締役会長を務めた。

## 経歴
新潟県岩船郡朝日村（現・村上市）出身。日本大学山形高等学校ではサッカー部で、同級生に元プロサッカー選手の高橋健二がいる。日本大学法学部に一般入学で受かり、アルバイトに明け暮れる日々を送る。この頃芝居を志した時期があり、欽ちゃん劇団にも1年ほど所属していたことがあるという。高橋雅弘（バスケットボール女子日本リーグ専務理事、日本バスケットボール協会副会長）は高校・大学の先輩。
大学卒業後にマップ・インターナショナル（後のエーティービー、現：エイチ・アイ・エス）入社。1995年に、前職の役員と共に独立し、法人向け旅行会社である株式会社ウエストシップを設立。2001年、アメリカ同時多発テロ事件を契機としてウエストシップを退社、新たに海外出張専門の旅行会社として株式会社ハルインターナショナルを設立し社長に就任。
2010年、ハルインターナショナルの全株式を東証一部上場のリロケーション企業である株式会社リロ・ホールディング（現・リログループ）に売却し、コンサルティング会社である株式会社リカオンを設立。元々働き始めた当時から「30代で引退して一生遊んで暮らしたい」という思いがあり、実質的なセミリタイア生活に入ったものだった。「リカオン」の名前も、娘2人の名前を組み合わせたものである。
2012年、当時プロバスケットボールbjリーグに参加していた千葉ジェッツの運営会社ASPEの社長に就任し、経営難に陥っていた球団を立て直すべく、NBLへの転籍や地域密着の強化などを打ち出し、リーグトップの観客動員力を持つ球団へと変貌させた。
2016年にNBLとbjリーグの統合でジャパン・プロフェッショナル・バスケットボールリーグ（JPBL / Bリーグ）が発足するとJPBLの理事に就任する。
2017年、千葉ジェッツふなばし代表兼任のままBリーグ副理事長（副チェアマン）に就任。
2019年、千葉ジェッツふなばし代表取締役社長を退き、千葉ジェッツふなばし代表取締役会長となる。また、日本トップリーグ連携機構及びBリーグのクラブ経営アドバイザーに就任した他、ライジングゼファーフクオカの経営アドバイザー、全日本テコンドー協会副会長にも就任した。
2020年5月26日、Bリーグチェアマンの大河正明が6月末をもって退任し、大河の後任となるBリーグチェアマン（代表理事CEO）の候補者に選任されたことが公表され、同年6月10日に行われた臨時会員総会でも決議が行われた。理事会での承認を経てチェアマン就任が正式決定し、日本バスケットボール協会副会長にも就任した。なお、千葉ジェッツふなばしでの会長職についてはチェアマン就任までに退任し、クラブを離れることが決まっており、その他の役職も辞してチェアマンに専念する予定であるという。
2020年10月、バスケットボール専門メディア、バスケットボールキングの音声コンテンツとして『島田のマイク』がスタート。『島田のマイク』は、Bリーグのトップ自らが日本各地のクラブ、アリーナへ赴いてバスケットボール界の熱、選手、スタッフの想い、そのアリーナ、地域の魅力を伝えるだけでなく、ファンの皆様の熱量に真正面から向き合いコミュニケーションをとるツールとして毎週木曜日に配信。2年間休むことなく毎週配信を行い、2022年9月27日、配信100回を迎えるにあたり、ホスティングを ニッポン放送Podcast Stationに変更した。

## 著書
- 『千葉ジェッツの奇跡 Ｂリーグ集客ナンバー１クラブの秘密』KADOKAWA、2017年9月。ISBN 978-4041060216。

## 関連図書
- 再生請負人 島田慎二 B.LEAGUEチェアマン 作者：摩周子